# Чемрово
Чемрово — деревня в Рыбновском районе Рязанской области. Входит в Чурилковское сельское поселение.

## География
Находится в западной части Рязанской области на расстоянии приблизительно 10 км на северо-запад по прямой от железнодорожного вокзала в городе Рыбное.

## История
На карте 1850 года показана как поселение с 9 дворами. В 1859 году здесь (тогда деревня Зарайского уезда Рязанской губернии) было учтено 9 дворов, в 1897 — 53.

## Население
Численность населения: 249 человек (1859 год), 370 (1897), 96 в 2002 году (русские 88 %), 82 в 2010.